# Alexandra Tavernier
Alexandra Tavernier (Annecy, 13 de diciembre de 1993) es una deportista francesa que compite en atletismo, especialista en la prueba de lanzamiento de martillo.
Ganó una medalla de bronce en el Campeonato Mundial de Atletismo de 2015 y una medalla de plata en el Campeonato Europeo de Atletismo de 2018.
Participó en dos Juegos Olímpicos de Verano, en los años 2016 y 2020, ocupando el cuarto lugar en Tokio 2020, en su especialidad.

## Palmarés internacional
| Campeonato Mundial | Campeonato Mundial | Campeonato Mundial | Campeonato Mundial |
| Año                | Lugar              | Medalla            | Prueba             |
| ------------------ | ------------------ | ------------------ | ------------------ |
| 2015               | Pekín (China)      | Medalla de bronce  | Martillo           |
| Campeonato Europeo |                    |                    |                    |
| Año                | Lugar              | Medalla            | Prueba             |
| 2018               | Berlín (Alemania)  | Medalla de plata   | Martillo           |